# 22220型破冰船

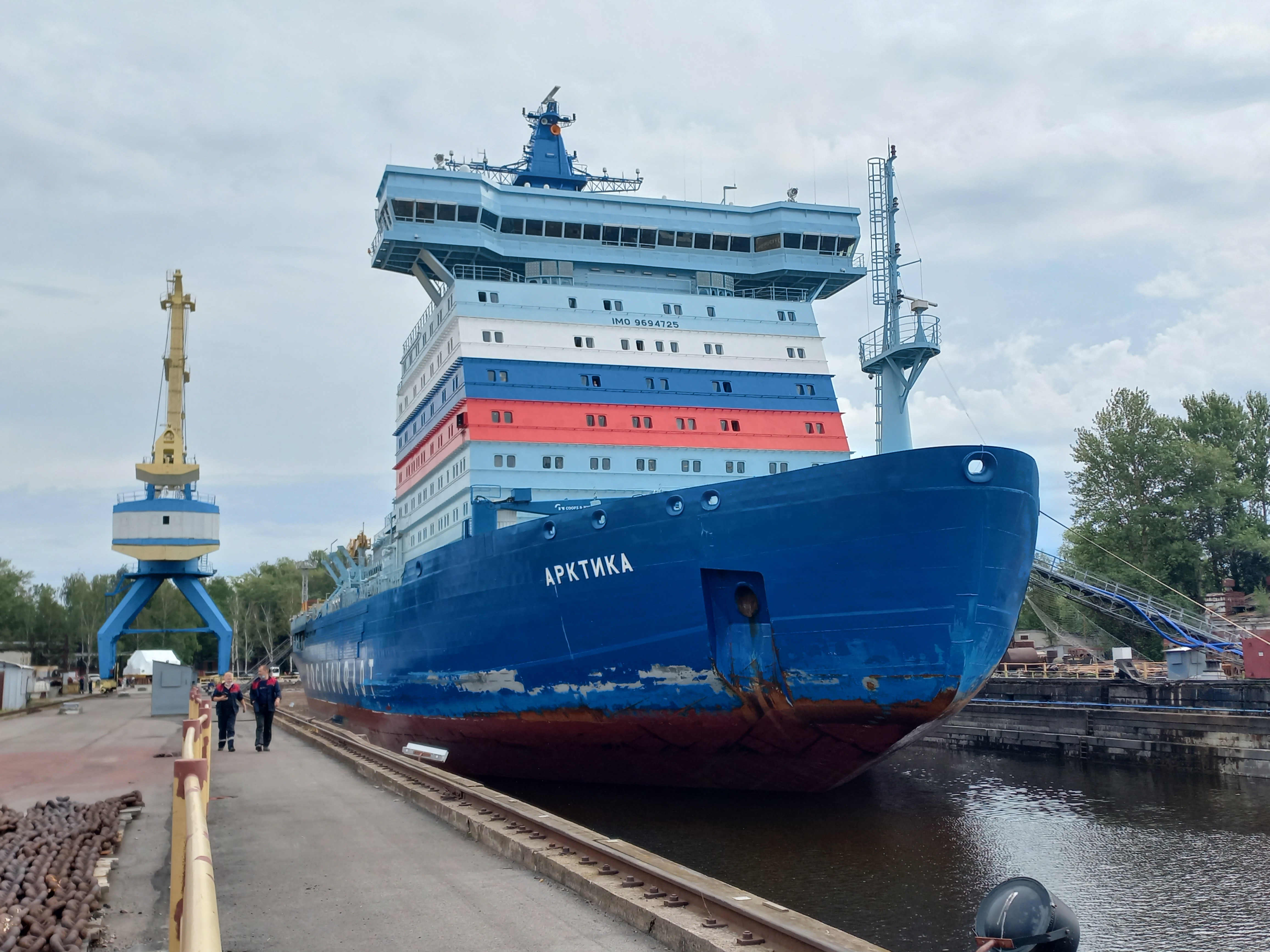
北極號停靠於喀琅施塔得的船塢，照片攝於2021年

22220型破冰船是由俄羅斯設計和製造的一系列核動力破冰船。截至2024年1月，三艘22220型破冰船已投入使用，第四艘已下水，第五和第六艘正在圣彼得堡波罗的海造船厂中铺设龙骨，第七艘正在採購中。